# Vojno letalstvo Rusije
Vojno letalstvo Rusije tudi Ruske letalske (zračne) sile ([Воздушно-космические силы России] Napaka: {{Jezik-xx}}: neveljaven parameter: |r= (pomoč)) je letalska veja oboroženih sil Rusije. Ruska vojna mornarica ima svoj letalski oddelek imenovan Авиация "Военно-морского флота России" - AV-MF. 
Ruske letalske sile so nastale leta 1992, po razpadu Sovjetske zveze. Rusija je podedovala večino letal in helikopterjev bivših Sovjetskih letalskih sil, ostali del so razdelili med druge članice Sovjetske zveze. Po razpadu Sovjetske zveze je imela Rusija velike gospodarske težave, kar je pomenilo veliko pomanjkanje sredstev. Ruska letalska panoga je skoraj bankrotirala, rešila jo je prodaja letal in vojaške tehnike drugim državam. V zadnjem desetletju se je situacija za letalske sile precej izboljšala, v večjem obsegu dobivajo nova letala in helikopterje ter piloti letijo več ur. 
Ruske letalske sile so precej manjše kot v času Sovjetske zveze, vendar kljub temu veljajo za ene najmočnejših na svetu. Poleg Ameriškega vojnega letalstva so edini uporabnik velikih strateških bombnikov, in sicer Tu-160 in Tu-95. Med drugim operirajo s trenutno najhitrejšim letalom na svetu, MiG-31.

## Zgodovina
Leta 2021 so bile v času rusko-ukrajinskih napetosti sile Vojnega letalstva Rusije po dolgoletnih prizadevanjih Rusije nameščene v Belorusiji, in sicer štiri lovska letala Su-30 v Baranovičih in en divizion sistema zračne obrambe dolgega dosega S-400 v Grodnem (4 km od belorusko-poljske meje). Strateški pomen premika je okrepljena možnost obrambe ruske eksklave Kaliningrada, ki bi bil v primeru vojne med Rusijo in NATO-m v Ukrajini lahko napaden s strani NATO-a. Premeščena oprema je sicer v uporabi skupaj z Oboroženimi silami Belorusije v obliki skupnega učnega centra.
25. novembra 2021 je mešana taktična skupina ruskih in beloruskih lovskih letal Su-30 izvedla prvo patruljiranje ob beloruski državni meji, predhodno pa sta 10. novembra nad Belorusijo izvedla polet dva ruska bombnika Tu-22M in 11. novembra dva jedrska bombnika Tu-160.

## Flota letalskih sil
| Letalo                      | Slika         | Izvor                    | Namen                            | Verzija                              | Število       | Opombe |  |
| Lovska letala               | Lovska letala | Lovska letala            | Lovska letala                    | Lovska letala                        | Lovska letala | Lovska letala |  |
| --------------------------- | ------------- | ------------------------ | -------------------------------- | ------------------------------------ | ------------- | --- |  |
| Mikojan-Gurevič MiG-29      |               | Sovjetska zveza · Rusija | Lovsko letalo                    | MiG-29S MiG-29SMT MiG-29UB MIG-29UBT | 266           | Samo okrog 20 letal v aktivni uporabi v ruskem 102. letalskem oporišču v Armeniji                                                 |  |
| Mikojan-Gurevič MiG-35      |               | Rusija                   | Lovsko letalo                    | MiG-35                               | 8             | Še 2 naročeni |  |
| Mikojan-Gurevič MiG-31      |               | Sovjetska zveza          | Prestreznik                      | MiG-31B MiG-31BM                     | 131           | Od 131 je 85 letal moderniziranih na raven MiG-31BM, 10 letal pa predelanih v bombnike MiG-31K                                    |  |
| Suhoj Su-27                 |               | Sovjetska zveza · Rusija | Lovsko letalo                    | Su-27P Su-27SM Su-27SM3 Su-27UB      | 50 45 14 10   | V aktivni uporabi okrog 100 letal (po 24 v Novorossijsku, Kaliningradu in Sevastopolu ter manjše številu v Vladivostoku in Tveru) |  |
| Suhoj Su-30                 |               | Rusija                   | Lovsko letalo                    | Su-30M2 Su-30SM                      | 19 92         | Po 24 letal v Kursku, Rostovu na Donu in Čiti                                                                                     |  |
| Suhoj Su-35                 |               | Rusija                   | Lovsko letalo                    | Su-35S                               | 106           | Še 20 naročenih. Po 24 letal v Petrozavodsku, Habarovsku in Vladivostoku ter manjše število v Tveru                               |  |
| Suhoj Su-57                 |               | Rusija                   | Lovsko letalo                    | Su-57                                | 5             | 77 naročenih, dobavljeni bodo do konca 2028                                                                                       |  |
| Jurišniki                   |               |                          |                                  |                                      |               | |  |
| Suhoj Su-24                 |               | Sovjetska zveza          | Jurišnik/lovski bombnik          | Su-24M Su-24M2 Su-24MR               | 280           | 70 % flote bo nadomestil novejši Su-34. Ostali bodo modernizirani v Su-24M2 Su-24MR je izvidniška verzija                         |  |
| Suhoj Su-25                 |               | Sovjetska zveza          | Jurišnik                         | Su-25 Su-25SM Su-25UB                | 286           | 80 letal bodo modernizirali v Su-25SM do leta 2020.                                                                               |  |
| Suhoj Su-34                 |               | Rusija                   | Lovski bombnik                   | Su-34                                | 140           | Še 9 naročenih |  |
| Bombniki                    |               |                          |                                  |                                      |               | |  |
| Tupoljev Tu-22M             |               | Sovjetska zveza          | Mornariški bombnik               | Tu-22M3 Tu-22MR Tu-22M3M             | 66            | 30 letal bo moderniziranih na raven Tu-22M3M, prvo letalo je poletelo leta 2018 in drugo 2020                                     |  |
| Tupoljev Tu-95              |               | Sovjetska zveza          | Strateški bombnik                | Tu-95MS6Tu-95MS16                    | 42            | Do leta 2020 moderniziranih okrog 20 od načrtovanih okrog 35 letal na raven Tu-95MSM                                              |  |
| Tupoljev Tu-160             |               | Sovjetska zveza          | Strateški bombnik                | Tu-160                               | 16            | 7 letal moderniziranih na raven Tu-160M, poteka modernizacija še 9. Dodatno naročenih 10 Tu-160M nove proizvodnje                 |  |
| Transportna letala          |               |                          |                                  |                                      |               | |  |
| Antonov An-12               |               | Sovjetska zveza          | Taktično transportno letalo      | An-12                                | 53            | |  |
| Antonov An-22               |               | Sovjetska zveza          | Strateško transportno letalo     | An-22                                | 5             | |  |
| Antonov An-24 Antonov An-26 |               | Sovjetska zveza          | Taktično transportno letalo      | An-24/An-26                          | 96            | |  |
| Antonov An-72               |               | Sovjetska zveza          | Taktično transportno letalo      | An-72                                | 25            | |  |
| Antonov An-124              |               | Sovjetska zveza          | Strateško transportno letalo     | An-124An-124-100                     | 25            | ~20 letal bo moderniziranih v An-124-100 do leta 2020. Nekaj letal bodo porabili za rezervne dele                                 |  |
| Antonov An-140              |               | Ukrajina/ Rusija         | VIP                              | An-140-100                           | 5             | 5 dodatnih naročenih |  |
| Antonov An-148              |               | Ukrajina/ Rusija         | Potniško letalo                  | An-148-100E                          | 6             | 9 naročenih |  |
| Iljušin Il-18               |               | Sovjetska zveza          | Potniško letalo                  | Il-18                                | <6            | |  |
| Iljušin Il-62               |               | Sovjetska zveza          | Potniško letalo                  | Il-62M                               | 7             | |  |
| Iljušin Il-76               |               | Sovjetska zveza · Rusija | Strateško transportno letalo     | Il-76MD Il-76MD-90A                  | 104 11        | Leta 2012 naročenih dodatnih 39 MD-90A, 27 bo dobavljenih do 2028, 11 že dobavljenih do 2020.                                     |  |
| Let L-410 Turbolet          |               | Češka                    | Transportno letalo               | L-410                                | 18            | |  |
| Tupoljev Tu-134             |               | Sovjetska zveza          | Potniško letalo                  | Tu-134                               | 9             | |  |
| Tupoljev Tu-154             |               | Sovjetska zveza          | Potniško letalo                  | Tu-154M                              | 17            | |  |
| Jakovljev Jak-40            |               | Sovjetska zveza          | VIP                              | Jak-40                               | 17            | |  |
| Letala za posebne misije    |               |                          |                                  |                                      |               | |  |
| Antonov An-12               |               | Sovjetska zveza          | Letalo za elektronsko bojevanje  | An-12PP(?)                           | 5             | |  |
| Antonov An-26               |               | Sovjetska zveza          | Letalo za elektronsko bojevanje  |                                      | 7             | |  |
| Antonov An-30               |               | Sovjetska zveza          |                                  |                                      | 14            | |  |
| Berijev A-50                |               | Sovjetska zveza          | Leteči radar in komandni center  | A-50M A-50U                          | 15            | |  |
| Berijev Be-200              |               | Rusija                   | Amfibijsko letalo                | Be-200PS Be-200ChS                   |               | naročenih 12x Be-200ChS in 4x Be-200PS                                                                                            |  |
| Iljušin Il-20               |               | Sovjetska zveza          | Komandni center                  | Il-22 Il-20M                         | 10 20         | Zamenjal jih bo Tu-204R |  |
| Iljušin Il-78               |               | Sovjetska zveza          | Leteči tanker                    | Il-78 Il-78M                         | 20            | Naročenih še 10 letal nove generacije Il-78M-90A                                                                                  |  |
| Iljušin Il-80 Aimak         |               | Sovjetska zveza          | Strateški leteči komandni center | Il-80                                | 4             | |  |
| Tupoljev Tu-204             |               | Rusija                   |                                  | Tu-204R Tu-214ON                     | 1             | Zamenjava za IL-20M. Dva naročena                                                                                                 |  |
| Tupoljev Tu-134             |               | Sovjetska zveza          | Izvidniško letalo                |                                      | 1             | |  |
| Šolska letala               |               |                          |                                  |                                      |               | |  |
| Aero L-39 Albatros          |               | Češka                    | Trenažer                         | L-39                                 | 200           | Nasledil ga bo Jak-130 |  |
| Tupoljev Tu-134             |               | Sovjetska zveza          | Šolsko letalo                    | Tu-134UBL                            | 33            | |  |
| Jakovljev Jak-130           |               | Rusija                   | Trenažer                         | Jak-130                              | 56            | |  |

| Helikopter                    | Slika        | Izvor                  | Namen                  | Verzija                                                                     | Število      | Opombe                 |
| Helikopterji                  | Helikopterji | Helikopterji           | Helikopterji           | Helikopterji                                                                | Helikopterji | Helikopterji           |
| ----------------------------- | ------------ | ---------------------- | ---------------------- | --------------------------------------------------------------------------- | ------------ | ---------------------- |
| Kamov Ka-50                   |              | Sovjetska zveza        | Jurišnik               | Ka-50                                                                       | 8            | Preklican v prid Ka-52 |
| Kamov Ka-52                   |              | Rusija                 | Jurišnik               | Ka-52                                                                       | 79           | Vsaj 132 naročenih     |
| Mil Mi-24 Mil Mi-35           |              | Sovjetska zveza Rusija | Jurišnik               | Mi-24V/PMi-35М                                                              | 298/34       | 15 naročenih           |
| Mil Mi-28                     |              | Rusija                 | Jurišnik               | Mi-28N                                                                      | 84           | 25 naročenih           |
| Mil Mi-8 Mil Mi-17 Mil Mi-171 |              | Sovjetska zveza Rusija | Transportni helikopter | Mi-8MT Mi-8T Mi-8MTV-5 Mi-8AMTShMi-17(8M) Mi-17-1V Mi-17-1MMi-171S Mi-171Sh | 493          | 123 naročenih          |
| Mil Mi-26                     |              | Sovjetska zveza Rusija | Transportni helikopter | Mi-26 Mi-26(T)                                                              | 40           | 22 naročenih           |
| Kamov Ka-226                  |              | Rusija                 | Večnamenski helikopter | Ka-226                                                                      | 34           | 11 naročenih           |
| Kamov Ka-28                   |              | Sovjetska zveza        | Večnamenski helikopter | Ka-28                                                                       | 1            |                        |
| Kamov Ka-27                   |              | Sovjetska zveza        | Večnamenski helikopter | Ka-27                                                                       | 7            |                        |
| Eurocopter AS350              |              | Francija               | VIP                    | AS350                                                                       | 3            |                        |
| Eurocopter AS355              |              | Francija               | VIP                    | AS355                                                                       | 2            |                        |
| Kazan Ansat                   |              | Rusija                 | Šolski helikopter      | Ansat-U                                                                     | 28           | 10 naročenih           |
| Mil Mi-2                      |              | Poland                 | Šolski helikopter      | Mi-2                                                                        | 19           |                        |
| Brezpilotni zrakoplovi        |              |                        |                        |                                                                             |              |                        |
| Jakovljev Pčela               |              | Rusija                 | UAV                    | PČELA-1T                                                                    | Ni znano     |                        |
| Tupoljev-243 REIS-D           |              | Rusija                 | UAV                    | REIS-D                                                                      | Ni znano     |                        |
| Orlan-10                      |              | Rusija                 | UAV                    | Orlan-10                                                                    | Ni znano     |                        |
| IAI Searcher                  |              | Izrael                 | UAV                    | Forpost                                                                     | 6            |                        |

## Flota letalskega oddelka Ruske vojne mornarice
| Zrakoplov               | Slika  | Izvor           | Namen                             | Verzija           | Število | opombe                                |
| Letala                  | Letala | Letala          | Letala                            | Letala            | Letala  | Letala                                |
| ----------------------- | ------ | --------------- | --------------------------------- | ----------------- | ------- | ------------------------------------- |
| Mikojan-Gurevič MiG-29K |        | Rusija          | Palubni lovec                     | MiG-29KMiG-29KUB  | 224     | Na letalonosilki Admiral Kuznjecov    |
| Suhoj Su-33             |        | Rusija          | Palubni lovec                     | Su-33             | 18      | Nasledil jih je MiG-29K               |
| Suhoj Su-30SM           |        | Rusija          | Večnamenski lovec                 | Su-30SM           | 22      | Še 6 letal naročenih                  |
| Suhoj Su-24             |        | Sovjetska zveza | Lovski bombnik                    | Su-24M            | 22      |                                       |
| Jakovljev Jak-130       |        | Rusija          | Trenažer                          | Jak-130           |         | 10 letal naročenih                    |
| Suhoj Su-25             |        | Sovjetska zveza | Jurišnik                          | Su-25UBP/UTG      | 4       |                                       |
| Tupoljev Tu-142         |        | Sovjetska zveza | Protipodmorniško letalo           | Tu-142MK/MZ       | 24      |                                       |
| Iljušin Il-38           |        | Sovjetska zveza | Protipodmorniško letalo           | Il-38/N           | 25/3    | 28 bo modernizirano v Il-38N standard |
| Antonov An-24/An-26     |        | Sovjetska zveza | Transportno letalo                |                   | 25      |                                       |
| Antonov An-72           |        | Sovjetska zveza | Transportno letalo                |                   | 6       |                                       |
| Antonov An-140          |        | Rusija          |                                   | An-140-100        | 3       |                                       |
| Berijev Be-12           |        | Sovjetska zveza | Iskalno in reševalno letalo       | Be-12             | 6       |                                       |
| Berijev Be-200          |        | Rusija          | Amfibijsko letalo                 | Be-200PS          |         | 6 naročenih                           |
| Helikopterji            |        |                 |                                   |                   |         |                                       |
| Kamov Ka-27 (Helix)     |        | Sovjetska zveza | Protipodmorniški helikopter       | Ka-27 Ka-28 Ka-29 | 82 3>   | Modernizacija se bo začela leta 2015  |
| Kamov Ka-52             |        | Rusija          | Jurišni helikopter                | Ka-52K            | 1       | 31 naročenih                          |
| Kamov Ka-31             |        | Rusija          | Helikopter za zgodnje opozarjanje | Ka-31R            | 3       |                                       |
| Mil Mi-8/17             |        | Sovjetska zveza | Transportni helikopter            | Mi-8MT            | 9       |                                       |

## Sistemi zračne obrambe
Hrbtenica ruskih sistemov zračne obrambe dolgega dosega sta sistema S-300 in S-400. Do leta 2021 je bilo 70 % polkov S-300 nadomeščeno s sodobnimi S-400, in sicer je nameščenih 35 polkov. Po pet polkov je nameščenih v Moskvi in Sankt Peterburgu, po dva v Kaliningradu, Arhangelsku, Engelsu, Vladivostoku in Sevastopolu ter po en v drugih večjih mestih in vojaško pomembnih območjih v Rusiji (Novosibirsk, Jekaterinburg, Samara, Rostov na Donu, Nova Zemlja, Murmansk, Tiksi, Habarovsk, Petropavlovsk-Kamčatski, Južno-Sahalinsk). S-300 ostaja prisoten v manj pomembnih mestih (Voronež, Krasnojarsk, Irkutsk).